# Metrisches Schema
Ein metrisches Schema (auch metrische Form oder metrischer Rahmen) beschreibt in der Verslehre (Metrik) die abstrakte Struktur gebundener Rede, also metrisch geregelter Sprache, zum Beispiel von Gedichten und deren Teilen. Abstrahiert wird dabei von der konkreten Sprachgestalt so, dass die regelhaften bzw. regelmäßigen, den unterschiedlichen konkreten Ausformungen einer lyrischen Struktur gemeinsamen Teile erkennbar werden. Diese regelhaften Entsprechungen werden als Responsion bezeichnet. Dabei respondieren die als metrische oder Verselemente bezeichneten Teile des metrischen Schemas mit deren Realisierung im konkreten Gedicht.
Zur Darstellung metrischer Schemata bedient man sich verschiedener Formen metrischer Notation. Ziel des metrischen Schema als Werkzeug der Gedichtanalyse ist, die bei der Rezeption von Lyrik als gebundene Rede wahrgenommene Regelmäßigkeit des Gedichts zu repräsentieren. Im Rahmen der Verslehre dient es dazu, abstrahierend vom konkreten Gedicht gemeinsame Strukturen verschiedener Formungen wiederzugeben.
Abhängig von der betrachteten Ebene wird speziell unterschieden:
- Versfuß (Beispiel: Daktylus) als sich im Vers oder an bestimmten Stellen des Gedichts wiederholende Sequenz von Verselementen,
- Versmaß (Beispiel: Hexameter) als Folge von Verselementen bzw. von Versfüßen, die sich als Teil einer Strophe oder eines Gedichts wiederholt,
- Strophenform (Beispiel: Vierzeiler) als sich im Gedicht wiederholende Struktur,
- Gedichtform (Beispiel: Sonett) als die Gemeinsamkeiten verschiedener Gedichte beschreibende Struktur und
- als spezieller Fall der Strophenform oder auch als Gedichtstruktur das Reimschema.

Wenn zwischen Schema und Form unterschieden wird, so ist die Form das Resultat der Abstraktion an sich und das Schema die Darstellung der Form mit Hilfe einer geeigneten Notation.